# Santi Andrea e Francesco da Paola delle Fratte

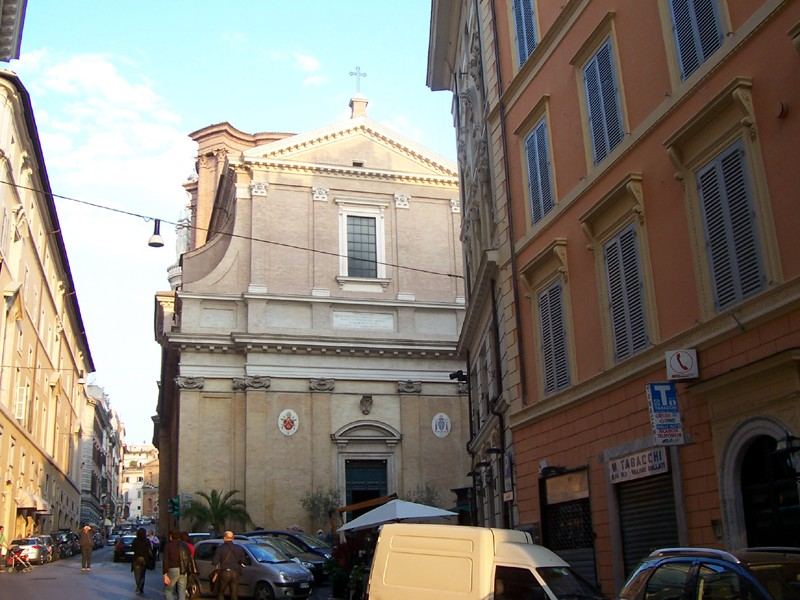
Vista da Via della Mercede em direção a Sant'Andrea delle Fratte. O oratório ficava na esquina à direita, do toldo da trattoria (atrás da van branca) até o edifício moderno que a abriga.

Santi Andrea e Francesco da Paola delle Fratte era um minúsculo oratório que ficava em frente à igreja de Sant'Andrea delle Fratte, na esquina da Via di Sant'Andrea delle Fratte com a Via della Mercede, no rione Colonna de Roma. Era dedicada conjuntamente a Santo André Apóstolo e a São Francisco de Paula.

## História
O oratório era uma lembrança da época quando Sant'Andrea era a igreja nacional da Escócia e de seu albergue para peregrinos anexo, o Scots Hospice (que não deve ser confundido com o Scots College), fundado no local por volta de 1450 (a data é incerta) depois da falência de um mosteiro agostiniano que ficava no local.
O albergue era o centro da vida em Roma para os escoceses que viviam em Roma ou que estavam em peregrinação quando a Escócia era um reino independente e estava sob o patrocínio de seus próprios reis. Porém, por causa da Reforma escocesa no início do século XVI, o fluxo de peregrinos praticamente acabou e, no meio do mesmo século, a instituição, já insolvente, foi fechada. O local foi entregue aos cuidados da família Del Bufalo, conhecidos benfeitores de Sant'Andrea. Em 1576, o complexo e sua igreja foram entregues para a "Confraternidade do Santíssimo Sacramento", uma organização leiga piedosa que prometia criar no local uma nova paróquia. Mas a tarefa se mostrou além das capacidades de seus membros e, em 1585, todo o complexo passou para os frades mínimos, uma ordem fundada por São Francisco de Paula. Eles criaram a paróquia, construíram um novo mosteiro para viverem no local e reconstruíram a igreja (que ganhou o epíteto delle Fratte, "dos frades").
Porém, uma parte da confraternidade se recusou a aceitar a decisão e se apoderou da casa em frente da igreja, que antes pertencia ao albergue. Ali eles criaram um oraatório e passaram a administrar o local como um pequeno albergue para exilados católicos escoceses e os poucos peregrinos que ainda vinham à Roma. Como era uma função considerada útil e necessária, a Diocese de Roma deixou-os em paz. Porém, o foco da atividade dos escoceses expatriados em Roma se mudou para a igreja de Sant'Andrea degli Scozzesi no início do século XVII. Depois que a confraternidade tentar um esforço final para agregar sua propriedade ao patrimônio do Scots College, o grupo se conformou em viver como uma confraternidade eucarística local na paróquia de Sant'Andrea delle Fratte. O processo incluiu uma reconciliação com os frades mínimos, o que levou à adição da dedicação a São Francisco ao oratório.
Este arranjo permaneceu até 1880, quando a confraternidade decidiu vender o complexo juntamente com o oratório, um resultado de uma reorganização na composição do grupo, que se transformou na Confraternità del Divino Amore e Sant'Andrea, que decidiu que não precisava mais de um oratório próprio. A consequência foi que o pequeno edifício foi desconsagrado e aparentemente transformado num apartamento. No final do século XIX, tudo foi demolido e o edifício que hoje está no local foi construído.

## Descrição
A linha das fachadas da Via delle Mercede foi recuada quando o antigo edifício foi demolido. Por conta disto, o local onde ficava o oratório é atravessado pela fachada do edifício moderno na esquina; a parede direita corria onde hoje estão as mesas externas da trattoria que atualmente ocupa o piso térreo do edifício moderno. O oratório propriamente dito tinha uma planta retangular com uma minúscula abside de mesmo formato.